# Fallujah (banda)
Fallujah (pronunciado Fuh-Loo-Juh) es una banda estadounidense de death metal técnico formada en San Francisco (California) en 2007.

## Discografía

### Álbumes de estudio
- 2011: The Harvest Wombs
- 2014: The Flesh Prevails
- 2016: Dreamless
- 2019: Undying Light
- 2022: Empyrean

### EP
- 2009: Leper Colony
- 2013: -Nomadic-

### Demos
- 2009: Demo 2009
- 2010: Demo 2010

- Datos: Q17147740
- Multimedia: Fallujah (musical group) / Q17147740